# Karl August Schuchardt
Karl August Schuchardt (* 12. Januar 1856 in Göttingen; † 28. Oktober 1901 in Stettin) war ein deutscher Chirurg und Gynäkologe.

## Leben
Karl Schuchardt wurde in Göttingen geboren, studierte an den Universitäten Jena, Straßburg und Göttingen Medizin. Während seines Studiums in Jena wurde er 1874 Mitglied der Burschenschaft Arminia auf dem Burgkeller. Promoviert wurde er 1878. Nach seinem Studium war er als Assistent am Pharmakologischen Institut der Universität in Göttingen tätig. Von 1880 bis 1882 arbeitete Schuchardt als Assistent am Pathologischen Institut der Universität Breslau, bevor er 1882 zu Richard Volkmann an die Chirurgische Klinik in Halle wechselte. Dort habilitierte er sich 1885 für Chirurgie. 1889 wurde Karl August Schuchardt als Oberarzt an die chirurgische Klinik des Städtischen Krankenhauses Stettin berufen, welche er ab 1895 leitete. Im Oktober 1901 starb Schuchardt infolge einer Operationsinfektion.

## Wirken
Karl August Schuchardt gelang 1893 in Stettin mit seiner „Hysterectomia perineo-vaginalis“ die erste erweiterte vaginale Gebärmutterentfernung beim Zervixkarzinom, die 1901 durch den Wiener Gynäkologen Friedrich Schauta und später durch Walter Stoeckel an der Charité in Berlin und Isidor Alfred Amreich (1885–1972) in Wien weiterentwickelt wurde. Möglich wurde die Operation durch die Entwicklung des Schuchardt-Schnittes, bei dem das seitliche Scheidengewölbe durch eine Durchtrennung des Musculus levator ani eröffnet wurde. Dies ermöglichte eine wesentlich radikalere Operation und eine Präparation mit einer geringeren Gefahr für eine Verletzung der Harnleiter.

## Schriften (Auswahl)
- Ueber die tuberkulöse Mastdarmfistel. Volkm. Vortr. 296, 1887
- Der äussere Kehlkopfschnitt und seine Bedeutung bei der Behandlung der Kehlkopfgeschwülste. Leipzig 1887 (= Sammlung klinischer Vorträge. Band 302).
- Ueber die Reiskörperbildungen in Sehnenscheiden und Gelenken. Virchow’s Archiv CXIV, 1888
- Die Entstehung der subcutanen Hygrome. Virch. Archiv CXXI, 1890
- Ueber Callusgeschwülste der männlichen Harnröhre. Deutsch Med Wschr, 1890
- Die Gelenkwassersucht. (Jena 1892)
- Zur Entwicklungsgeschichte des Hautkrebses. v Langenb Arch, XLIII
- Weitere Erfahrungen über die paravaginale Operation. Arch Klein Chir 1896, 473
- Die Uebertragung der Tuberculose auf dem Wege des geschlechtlichen Verkehrs. Ib. XLIV
- Eine neue Methode der Gebärmutterexstirpation. Zbl Ch 1893, 1121
- Totalexstirpation der myomatösen Gebärmutter von der Bauchhöhle aus. Mttlg Gyn Gebh
- Die Behandlung der durch rundes Magengeschwür veranlassten Perforationsperitonitis., v Langenb Arch, L
- Ueber gutartige und krebsige Zottengeschwülste der Harnblase nebst Bemerkungen über die operative Behandlung vorgeschrittener Blasenkrebse., Ib. LII
- Ueber Regeneration des Magens nach totaler Resection., Chirurgenkongress 1898
- Glücklich verlaufene Exstirpation eines 48 Pfund schweren soliden Myoms der Gebärmutter., Mttlg Gyn Gebh X
- Die Krankheiten der Knochen und Gelenke, ausschliesslich der Tuberculose. Dt Chir 28, 1899